# Tomáš Enge
Tomáš Enge (Liberec, 1976. szeptember 11.–) cseh autóversenyző, a 2009-es Le Mans-széria győztese, a Formula–1-es világbajnokság történelmének első cseh versenyzője.

## Pályafutása
1992 és 1994 között a cseh Ford Fiesta kupában versenyzett. 1995-től vesz részt formulaautós sorozatokban. 1995-ben, Nick Heidfeld és Pierre Kaffer mögött harmadikként zárta a német Formula–Ford-bajnokságot. A következő évben is maradt ebben a sorozatban, és megszerezte a bajnoki címet.
1997-ben és 1998-ban a német Formula–3-as bajnokság több futamán is részt vett.

### Formula–3000

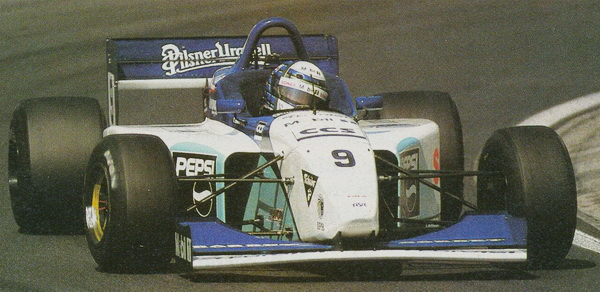
1998-ban az Auto Sport Racing csapatában

Az 1998-as szezon második felében, a német futamon debütált a nemzetközi Formula–3000-es sorozatban. Első versenyén tizenötödik lett, majd az ezt követő magyar nagydíjon tizenkettedik volt, és a belga futamot már a hetedik helyen fejezte be. Az év utolsó versenyén, a Nürburgringen a hatodik helyen ért célba, megszerezve első pontját a sorozatban.
A következő év nem kezdődött jól számára. Nem tudta kvalifikálni magát az első két futamra, és a szezonban egyedül a francia versenyen szerzett pontot; Magny-Cours-ban Nick Heidfeld mögött a második helyen végzett. Ebben az évben lett a Formula–1-es Jordan-istálló tesztpilótája, és a Formula–3000-es sorozat mellett 2000-ben is betöltötte ezt a szerepet.
A 2000-es szezonban megszerezte első futamgyőzelmét a bajnokságban, majd 2001-ben két versenyen is elsőként zárt. 2001-es szezon utolsó verseny nem indulhatott, mivel a Formula–1-es világbajnokságon szerepelt. Az összetettet így is harmadikként zárta, Mark Webberel azonos pontszámmal. Kettejük esetében a több futamgyőzelem döntött az ausztrál számára.
2002-ben megnyerte a bajnoki címet, ettől azonban később megfosztották. A magyar nagydíj utáni doppingtesztje pozitív lett, amiért az FIA utólag elvette a Hungaroringen elért tíz pontját. Így hat ponttal került Sébastien Bourdais mögé az összetettben, továbbá Giorgio Pantano is megelőzte őt.
2003-ban nem indult a sorozatban. 2004-ben visszatért, több alkalommal állt dobogón, a pontversenyt negyedikként zárta.

### Formula–1
2001-ben a belga nagydíjon megsérült Luciano Burti helyét vette át a Prost csapatnál. Enge az olasz futamon, a Formula–1 első közép- és kelet-európai versenyzőjeként debütált a sorozatban (nem számítva az 1950-es években induló keletnémet versenyzőket). Monzában a tizenkettedik helyen ért célba, Indianapolisban pedig tizennegyedik lett. A szezon utolsó versenyét, Japánban fékhiba miatt nem fejezte be.

## Eredményei
Teljes eredménylistája a nemzetközi Formula–3000-es sorozaton
(Táblázat értelmezése)

(Félkövér: pole-pozícióból indult; dőlt: leggyorsabb kört futott) 

| Év   | Csapat                  | 1      | 2      | 3      | 4      | 5      | 6      | 7      | 8      | 9      | 10      | 11     | 12    | Helyezés | Pont |
| ---- | ----------------------- | ------ | ------ | ------ | ------ | ------ | ------ | ------ | ------ | ------ | ------- | ------ | ----- | -------- | ---- |
| 1998 | Auto Sport Racing       | OSC    | IMO    | CAT    | SIL    | MON    | PAU    | A1R    | HOC 15 | HUN 12 | SPA 7   | PER Ki | NUR 6 | 23.      | 1    |
| 1999 | WRT Fina                | IMO Nk | MON Nk | CAT 14 | MAG 2  | SIL 17 | A1R 11 | HOC Ki | HUN 14 | SPA 11 | NUR Ki  |        |       | 11.      | 6    |
| 2000 | MySap.com               | IMO 5  | SIL 13 | CAT Ki | NUR Ki | MON Nk | MAG 5  | A1R 16 | HOC 1  | HUN 17 | SPA 6   |        |       | 6.       | 15   |
| 2001 | Coca-Cola Nordic Racing | INT 12 | IMO 3  | CAT 1  | A1R 3  | MON 7  | NUR 1  | MAG 3  | SIL 5  | HOC 5  | HUN 11  | SPA 4  | MNZ   | 3.       | 39   |
| 2002 | Arden International     | INT Ki | IMO 6  | CAT 2  | A1R 1  | MON 3  | NUR 13 | SIL 1  | MAG 1  | HOC Ki | HUN Kiz | SPA 4  | MNZ 2 | 3.       | 50   |
| 2004 | Ma-Con Engineering      | IMO 5  | CAT Ki | MON 14 | NUR 7  | MAG 2  | SIL 3  | HOC Ki | HUN 4  | SPA 4  | MNZ 2   |        |       | 4.       | 38   |

Teljes Formula–1-es eredménysorozata
(Táblázat értelmezése)

(Félkövér: pole-pozícióból indult; dőlt: leggyorsabb kört futott) 

| Év   | Csapat           | Modell     | Motor    | 1   | 2   | 3   | 4   | 5   | 6   | 7   | 8   | 9   | 10  | 11  | 12  | 13  | 14  | 15     | 16     | 17     | Helyezés | Pont |
| ---- | ---------------- | ---------- | -------- | --- | --- | --- | --- | --- | --- | --- | --- | --- | --- | --- | --- | --- | --- | ------ | ------ | ------ | -------- | ---- |
| 2001 | Prost Grand Prix | Prost AP04 | Acer V10 | AUS | MAL | BRA | SMR | ESP | AUT | MON | CAN | EUR | FRA | GBR | GER | HUN | BEL | ITA 12 | USA 14 | JPN Ki | 24.      | 0    |

Le Mans-i 24 órás autóverseny
| Év   | Csapat                 | Autó                      | Csapattárs     | Csapattárs          | Helyezés | Kiesés oka  |
| ---- | ---------------------- | ------------------------- | -------------- | ------------------- | -------- | ----------- |
| 2002 | Prodrive               | Ferrari 550 Maranello GTS | Rickard Rydell | Alain Menu          | Kiesett  | ?           |
| 2003 | Veloqx Prodrive Racing | Ferrari 550 Maranello GTS | Peter Kox      | Jamie Davies        | 10.      |             |
| 2004 | Prodrive               | Ferrari 550 Maranello GTS | Peter Kox      | Alain Menu          | 11.      |             |
| 2005 | Aston Martin Racing    | Aston Martin DBR9         | Peter Kox      | Pedro Lamy          | Kiesett  | Benzinpumpa |
| 2006 | Aston Martin Racing    | Aston Martin DBR9         | Darren Turner  | Andrea Piccini      | 6.       |             |
| 2007 | Aston Martin Racing    | Aston Martin DBR9         | Peter Kox      | Johnny Herbert      | 9.       |             |
| 2008 | Charouz Racing         | Lola B08/60               | Stefan Mücke   | Jan Charouz         | 9.       |             |
| 2009 | Aston Martin Racing    | Lola-Aston Martin LMP1    | Stefan Mücke   | Jan Charouz         | 4.       |             |
| 2010 | Young Driver AMR       | Aston Martin DBR9         | Peter Kox      | Christoffer Nygaard | 22.      |             |

Teljes IndyCar-eredménysorozata
(Táblázat értelmezése)

(Félkövér: pole-pozícióból indult; dőlt: leggyorsabb kört futott) 

| Év   | Csapat         | 1      | 2      | 3      | 4      | 5       | 6      | 7     | 8      | 9      | 10  | 11  | 12     | 13     | 14    | 15     | 16     | 17    | Helyezés | Pont |
| ---- | -------------- | ------ | ------ | ------ | ------ | ------- | ------ | ----- | ------ | ------ | --- | --- | ------ | ------ | ----- | ------ | ------ | ----- | -------- | ---- |
| 2004 | Patrick Racing | HMS    | PHX    | MOT    | INDY   | TXS     | RIR    | KAN   | NSH    | MIL    | MIS | KTY | PPIR   | NZR    | CHI   | FON Ki | TX2 13 |       | 27.      | 31   |
| 2005 | Panther Racing | HMS Ki | PHX Ki | STP Ki | MOT Ni | INDY Ki | TXS 19 | RIR 7 | KAN 11 | NSH Ki | MIL | MIS | KTY 11 | PPIR 6 | SNM 5 | CHI Ki | WGL Ki | FON 8 | 16.      | 261  |
| 2006 | Cheever Racing | HMS    | STP    | MOT Ki | INDY   | WGL     | TXS    | RIR   | KAN    | NSH    | MIL | MIS | KTY    | SNM    | CHI   |        |        |       | 33.      | 12   |